# خشتيانك (غودرزي)
خشتیانك (بالفارسية: خشتیانک) هي مستوطنة تقع في إيران في قسم غودرزي الريفي. يقدر عدد سكانها بـ 675 نسمة .